# Gena Dimitrova
Gena Dimitrova (bugarski: Гeна Димитpова, Beglež, 6. svibnja 1941. – Milano, 11. lipnja 2005.) bugarska operna sopranistica.

## Životopis
Gena Dimitrova rođena je u bugarskom selu Begležu udaljenom oko 25 km od Plevena 1941. godine. Počela je pjevati u školskom zboru između 1959. i 1964. godine studirala je na Bugarskom državnom konzervatoriju. Iako je u početku bila klasificirana kao mezzosopranistica, kasnije je bila priznata kao sopran.
Nakon završetka studija počela je podučavati pjevanje. Njen proboj došao je 1967. godine kao Abigaille u Verdijevom Nabuccu.

## Inozemna karijera
Godine 1970. pobijedila je na međunarodnom natjecanju u Sofiji, nagrada je uključivala studij u milanskoj La Scali u Scuola di Perfezionamento.
Talijanski debi imala je u operi "Turandot" u Trevisu 1975. Godine 1988. debitirala u Metropolitan Operi u New Yorku u istoj ulozi po kojoj je poznata.
Prvi nastup u SAD-u imala je 1981. godine kao Elvira u Ernani. Pjevala je 1983. u Barbican Arts Centre u Ponchiellievoj operi "La Gioconda". Iste godine nastupila je u Covent Gardenu. 
Nakon silaska s pozornice 2001. godine, Dimitrova je ostala aktivna u radu s mladim pjevačima. Jedan od njenih najboljih studenata je sopranistica Elena Baramova.
Dimitrova je umrla u Milanu 11. lipnja 2005. Nakon njezine smrti bugarska Vlada je obećala da će osnovati fond s njezinim imenom za perspektivne mlade pjevače.

## Vanjske poveznice
- Službena stranica
- The New York Times - osmrtnica
- Zvijezde bugarske opere audio zapisi odabranih arija  Arhivirana inačica izvorne stranice od 25. svibnja 2017. (Wayback Machine)